# 73. pehotni polk (Avstro-Ogrska)
Za druge 73. polke glejte 73. polk.
73. pehotni polk (izvirno nemško Infanterie-Regiment Nr. 73; dobesedno slovensko: Pehotni polk št. 73) je bil pehotni polk k.u.k. Heera.

## Poimenovanje
- Böhmisches Infanterie Regiment »Albrecht von Württemberg« Nr. 73
- Infanterie Regiment Nr. 73 (1915 - 1918)

## Zgodovina
Polk je bil ustanovljen leta 1866. 

### Prva svetovna vojna
Polkovna narodnostna sestava leta 1914 je bila sledeča: 97% Nemcev in 3% drugih. Naborni okraj polka je bil v Egerju, pri čemer so bile polkovne enote garnizirane sledeče: Praga (štab, I. - III. bataljon) in Eger (IV. bataljon).
Med prvo svetovno vojno se je polk bojeval tudi na soški fronti. Tako je med drugim sodeloval v avstro-ogrskem protinapadu 4. junija 1917 med deseto soško ofenzivo.
V sklopu t. i. Conradovih reform leta 1918 (od junija naprej) je bilo znižano število polkovnih bataljonov na 3.

## Organizacija
1918 (po reformi)
- 1. bataljon
- 2. bataljon
- 4. bataljon

## Poveljniki polka
- 1865: Carl Serinny[8]
- 1879: Ludwig Brunswik von Korompa[9]
- 1908: Karl Lukas[10]
- 1914: Karl Wilde[1]